# Эступиньян, Оскар
О́скар Эдуа́рдо Эступинья́н Вальеси́лья (исп. Oscar Eduardo Estupiñán Vallesilla; род. 29 декабря 1996 года, Кали, Колумбия) — колумбийский футболист, полузащитник клуба «Хуарес» и сборной Колумбии.

## Клубная карьера
Эступиньян — воспитанник клуба «Онсе Кальдас». 16 мая 2015 года в матче против «Униаутонома» он дебютировал в Кубке Мустанга. 26 сентября в поединке против «Энвигадо» Оскар забил свой первый гол за «Онсе Кльдас». В своём втором сезона Эступиньян стал лучшим бомбардиром команды. В начале 2017 года интерес к Оскару проявил российский «Краснодар».
Летом 2017 года Эступиньян перешёл в португальский клуб «Витория Гимарайнш». 10 августа в матче против «Шавиша» он дебютировал в Сангриш лиге. 14 сентября 2017 года дебютирует в Лиге Европы УЕФА вничью с клубом «Ред Булл Зальцбург». 5 мая 2018 года в поединке против «Тонделы» Оскар забил свой первый гол за «Виторию».
28 января 2019 года он был утвержден в качестве нового игрока «Барселоны» из чемпионата Эквадора. 6 февраля он официально дебютировал в качестве футболиста клуба, где его команда победила 2:1 в матче против уругвайского «Спенсор Спортинг» на предварительном этапе Кубка Либертадорес 2019 года.
После 5 голов в 9 игр за эквадорскую «Барселону», Эступиньян перешел в турецкий клуб «Денизлиспор» в течение сезона 2019/20. Срок контракта составляет один год. 30 июля 2019 года он был утвержден в качестве нового игрока Денизлиспора в турецкой Суперлиге. Дебютировал 21 сентября в матче против «Кайсериспора», выйдя во втором тайм отметился голом.